# The Flatliners
The Flatliners est un groupe de punk rock canadien, originaire de Richmond Hill et Brampton, en Ontario.

## Biographie
The Flatliners est formé en 2002 à Richmond Hill et Brampton, en Ontario. Depuis leur formation, les Flatliners se sont fait un nom au sein du mouvement punk/ska torontois, et aux alentours du Grand Toronto. Ils sont signés aux labels Fat Wreck Chords et New Damage Records (Canada). Ils remportent aussi le prix du « meilleur groupe » attribué par l'Edmonton Vinyl Blog DigitalIsDead. L'éditeur nomme aussi leur troisième album studio, Cavalcade pour le prix de l'« album de l'année » en 2010. Leur album Dead Language est nommé pour un Juno Award en 2014 dans la catégorie d'« album metal/hard de l'année ».

## Discographie

### Albums studio
- 2005 : Destroy to Create (Union Label Group)
- 2007 : The Great Awake (Fat Wreck Chords)
- 2010 : Cavalcade (Fat Wreck Chords)
- 2013 : Dead Language (Fat Wreck Chords)
- 2017 : Inviting Light (Rise Records, Dine Alone Records)2
- 2022 : New Ruin (Fat Wreck Chords)

### EP et singles
- 2002 : Demo (Drive Studios)
- 2007 : Sleep Is for Bitches EP (Union Label Group)
- 2009 : Cynics 7"  (Fat Wreck Chords)
- 2010 : Monumental 7"   (Fat Wreck Chords)
- 2011 : Count Your Bruises 7"  (Fat Wreck Chords)
- 2013 : Caskets Full 7" (Fat Wreck Chords)
- 2015 : Resuscitation of the Year 7" (Fat Wreck Chords)
- 2016 : Nerves EP (Dine Alone Records)

### Compilations et splits
- 2003 : Who Said Ska's Dead? (Cresswell Records)
- 2005 : Like Nobodies Business (Spill Your Guts)
- 2006 : We Don't Die We Multiply (There's a Problem)
- 2006 : Like Nobodies Business II (...And the World Files for Chapter 11)
- 2007 : Ska Is Dead 3 (Open Hearts and Bloody Grins)
- 2008 : All Aboard: A Tribute to Johnny Cash
- 2009 : Run Like Hell (split avec The Snips)
- 2011 : Under the Influence Volume 16 (split avec Dead to Me)
- 2012 : Southwards/Meanwhile In Hell (split avec ASTPAI)
- 2013 : The Songs of Tony Sly: A Tribute (Fat Wreck Chords)
- 2013 : Fat in New York (Fat Wreck Chords)
- 2013 : Calutron Girls/Dagger (split avec Make Do and Mend)
- 2015 : Division of Spoils (Fat Wreck Chords)
- 2017 : Sea Shepherd Benefit vol. 2 (Uncle M Music)